# الغابون
الغابون أو رسمياََ: الجمهورية الغابونية (بالفرنسية: Gabonaise République) هي دولة تقع هي دولة تقع على الساحل الأطلسي لغرب وسط أفريقيا على خط الاستواء، يحدها خليج غينيا إلى الغرب وغينيا الاستوائية إلى الشمال الغربي والكاميرون إلى الشمال وجمهورية الكونغو نحو الشرق والجنوب. وتبلغ مساحتها 270,000 كم2 تقريباً كما يقدر عدد سكانها بـ 2.3 مليون نسمة. وعاصمتها وأكبر مدنها هي مدينة ليبرفيل.
منذ استقلالها عن فرنسا يوم 17 أغسطس/ آب 1960 حكم الغابون ثلاثة رؤساء، في أوائل التسعينات طورت الغابون نظام التعددية الحزبية ووضعت دستوراً ديمقراطيًا جديدًا يسمح بعملية انتخابية أكثر شفافية وبإصلاح العديد من المؤسسات الحكومية. وساعدت الكثافة السكانية الصغيرة جنباً إلى جنب مع الموارد الطبيعية الوفيرة والاستثمار الأجنبي الخاص في جعل الغابون واحدة من أكثر بلدان المنطقة ازدهارًا، حيث يُعد مؤشر التنمية البشرية للغابون هو الأعلى في منطقة إفريقيا جنوب الصحراء.

## أصل التسمية
اسم الجابون تنبع من غابو، البرتغالية «عباءة»، وهو ما يقرب من شكل مصب نهر كومو ليبرفيل.

## التاريخ
أول من سكن المنطقة هم شعب بيغمي، لكن ومع هجرة شعب بانتو إلى المنطقة أصبحوا أكثر عدداً حتى استبدلوهم في النهاية. هناك حالياً العديد من المجموعات القبلية في البلاد وأكبرها شعوب فانغ الذين يشكلون 25% من السكان.[بحاجة لمصدر]
تم استبدال شعوب الأقزام الأفارقة في المنطقة إلى حد كبير واستيعابها من قبل قبائل البانتو أثناء هجرتهم، بحلول القرن الثامن عشر، تشكلت مملكة ناطقة بالمينيين تُعرف باسم مملكة أورونجو كمركز تجاري مع القدرة على شراء وبيع العبيد، وسقطت مع زوال تجارة الرقيق في سبعينيات القرن التاسع عشر.
وصل أول الأوروبيين (الملاح البرتغالي دييغو) إلى المنطقة في القرن الخامس عشر، كما يعود اسم البلاد الحالي إلى الاسم البرتغالي «غاباو» وهو مشتق من الكلمة العربية «قَبَاء» ولها نفس المعنى والذي هو تقريباً على شكل مصب نهر كومو عند ليبرفيل. وصل الهولنديون إلى المنطقة عام 1593. بينما وصل الفرنسيون للمنطقة عام 1630. قاد المستكشف الفرنسي بيير سافورنيا دو برازا حملته الأولى في منطقة الغابون والكونغو عام 1875. وأسس مدينة فرانسفيل وأصبح لاحقاً حاكماً للسلطة الاستعمارية. عاش عدة جماعات من البانتو في المنطقة التي هي الآن الغابون عندما احتلتها فرنسا رسمياً في عام 1885 وأصبحت جمهورية ذاتية الحكم داخل الاتحاد الفرنسي بعد الحرب العالمية الثانية.
في عام 1910 أصبحت الغابون واحدة من أربعة أقاليم في أفريقيا الاستوائية الفرنسية وهو اتحاد دام حتى عام 1959. ثم نالت هذه الأراضي استقلالها في 17 أغسطس 1960. وانتخب أول رئيس للغابون في عام 1961 ليون إمبا بينما كان عمر بونغو أونديمبا نائباً للرئيس. وكانت المصالح الفرنسية عنصراً حاسماً في تحديد مستقبل الزعامة في الغابون بعد الاستقلال. تدفقت الأموال الفرنسية في الحملة الانتخابية الناجحة لـ إمبا.
بعد وصول إمبا إلى السلطة قمع الصحافة وحظر المظاهرات السياسية كما فرضت قيود على حرية التعبير واستبعدت الأحزاب السياسية الأخرى تدريجياً عن السلطة وتم تغيير الدستور ليتماشى مع الخطوط الفرنسية في تمركز السلطة في يد الرئاسة التي شغلها إمبا نفسه. مع ذلك حل إمبا الجمعية الوطنية في يناير/ كانون الثاني عام 1964 وفرض نظام حكم الحزب الواحد، ثم حاول أنقلاب عسكري الإطاحة به من السلطة واستعادة الديمقراطية البرلمانية. وأصبح نظام إمبا الدكتاتوري رديفاً لعبارة «المصالح الفرنسية» حيث جرى إنزال مظلي فرنسي في غضون 24 ساعة لاستعادة إمبا إلى السلطة.
بعد بضعة أيام من القتال قضي على الانقلاب وسجن أغلب المعارضون، على الرغم من الاحتجاجات الواسعة وأعمال الشغب. لم تقلق الحكومة الفرنسية من الإدانة الدولية للتدخل وبقيت قوات المظليين في معسكر دوغول على مشارف عاصمة الجابون. عندما توفي إمبا عام 1967 حلَّ مكانه بونغو واستمر رئيساً للدولة حتى وفاته عام 2009.

## السياسة والحكومة

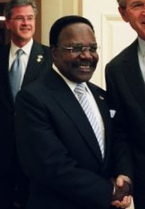
الرئيس الغابوني السابق عمر بونغو عام 2004

في آذار / مارس 1991 وضع دستور جديد للبلاد، كان من بين أحكامه قانون للحقوق وإنشاء هيئة لضمان تلك الحقوق (المجلس الوطني للديمقراطية) ومجلس استشاري حكومي يتعامل مع القضايا الاقتصادية والاجتماعية. أجريت انتخابات تشريعية متعددة الأحزاب في 1990-1991 على الرغم من أن أحزاب المعارضة لم تكن قانونية.
استلم الرئيس الحاج عمر بونغو أونديمبا السلطة في الفترة من 1967 حتى وفاته في حزيران / يونيو 2009 حيث أعيد انتخابه لثلاث فترات رئاسية متتالية مدة كل منها سبع سنوات آخرها في 27 نوفمبر/ تشرين الثاني 2005. وفقاً للأرقام التي قدمتها وزارة الداخلية في الغابون، حصل على 79.1% من الأصوات. خلف بونغو بعد وفاته روز فرانسين روغومبه وهو رئيس مجلس الشيوخ في الغابون.
سن الاقتراع في الغابون هو 21 عاماً. في عام 2003 عدل الرئيس دستور غابون لإزالة أي قيود على عدد فترات الرئاسة. يحتفظ الرئيس بسلطات قوية مثل سلطة حل الجمعية الوطنية وإعلان حالة الطوارئ وتأخير التشريعات وإجراء الاستفتاءات وتعيين أو اقالة رئيس الوزراء فضلاً عن أعضاء مجلس الوزراء. في النتائج المؤقتة فاز الحزب الديمقراطي الغابوني الحاكم بـ 84 مقعداً من أصل 120 في البرلمان.
يوم 3 سبتمبر/ أيلول 2009 انتخب ابن عمر بونغو علي بونغو رئيساً للبلاد. كما هو الحال في الانتخابات السابقة في الغابون طعنت أحزاب المعارضة بالنتائج. كما كانت هناك دعوات للمقاطعة واتهامات بتزوير الانتخابات والرشوة. أثار إعلان نتائج أعمال نهب وحرق للقنصلية الفرنسية في بورت جنتيل. مع ذلك فإن العديد من المراقبين الدوليين بما في ذلك الجماعة الاقتصادية لدول وسط أفريقيا ذكروا أن الانتخابات «تلبي المعايير الدولية» لديمقراطية التصويت، وحثت شعب الغابون على قبول النتيجة.
في أيلول / سبتمبر 2007 أعلن رينيه نديميزو أوبيانغ المتحدث باسم الحكومة أن مجلس الوزراء قرر إلغاء عقوبة الإعدام رسمياً والتي لم تطبق في البلاد منذ أكثر من عقد من الزمان.
في 7 يناير 2019 وقعت محاولة الانقلاب في الغابون، عندما نجحت مجموعة من ضباط الجيش الغابوني في السيطرة على مبنى الإذاعة الوطنية ومنعوا إذاعة كلمة الرئيس علي بونغو أونديمبا بمناسبة العام الجديد، وأعلنوا تشكيل مجلس وطني للإصلاح وسط إطلاق نار في العاصمة ليبرفيل. بعد بضع ساعات، أُلقي القبض على الضباط المتورطين، وأعلنت الحكومة في دولة الغابون فشل محاولة الانقلاب
في صباح 30 أغسطس 2023 تحركت مجموعة من الضباط في الغابون للإطاحة بالرئيس علي بونغو أونديمبا واحتجازه في مكان ما ورفض نتائج الانتخابات.
.
صنفت الغابون 21 من أصل 53 دولة أفريقية في مؤشر دليل إبراهيم للحوكمة في إفريقيا في عام 2009. مؤشر إبراهيم هو مقياس شامل للإدارة الأفريقية مبني على المتغيرات المختلفة التي تعكس نجاح الحكومات في توفير السلع السياسية الأساسية لمواطنيها.

## الجيش
تمتلك الغابون جيشاً صغيراً مهنياً من حوالي 5,000 عسكري يقسم إلى الجيش والبحرية والقوات الجوية وقوات الدرك والشرطة الوطنية. مهمة القوات الغابونية الدفاع عن البلاد ولم يدرب للقيام بدور هجومي، كما توجد قوة قوامها 1800 رجل لحماية الرئيس.

## التقسيمات الإدارية

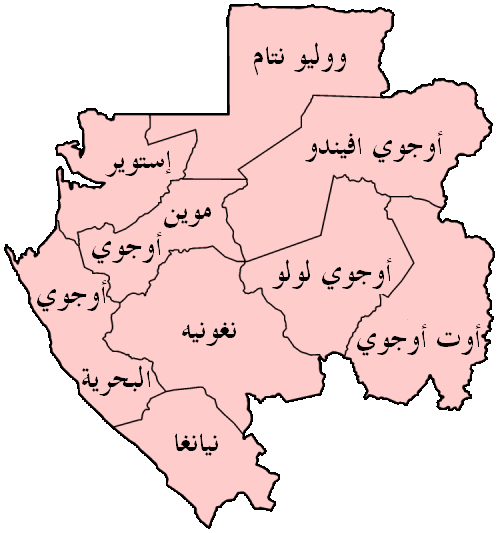
مقاطعات الغابون

تقسّم الغابون إلى تسع مقاطعات و50 دائرة، ويعين الرئيس حكام المقاطعات والمحافظين ونواب المحافظين. أما المقاطعات فهي:
- إستوير.
- أوت أوجوي.
- موين أوجوي.
- نغونيه.
- نيانغا.
- أوجوي افيندو.
- أوجوي لولو.
- أوجوي البحرية.
- ووليو نتام.

## الجغرافيا

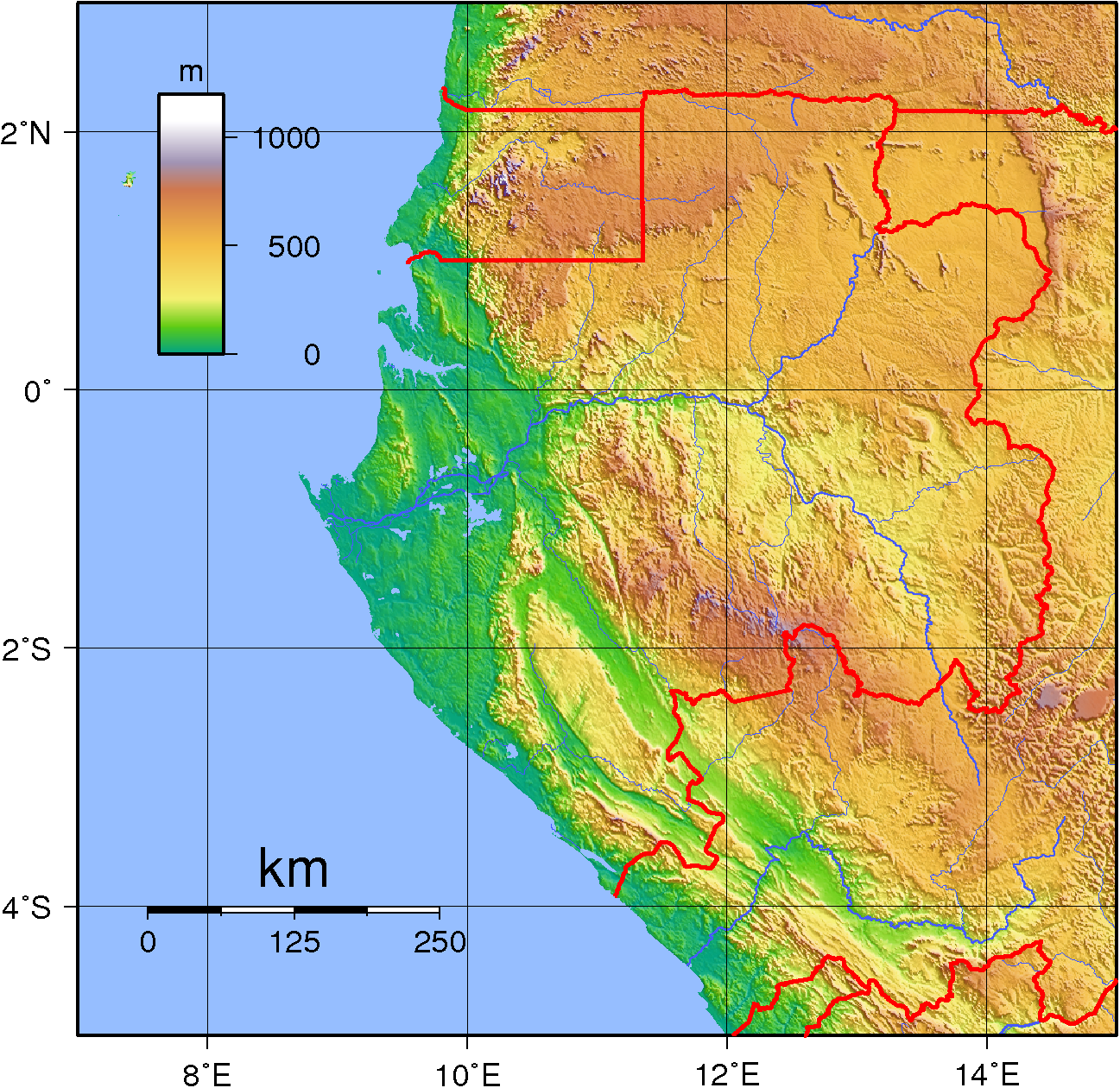
خريطة طبوغرافية للغابون

خريطة غابون تصنيف كوبن للمناخ.

تقع الغابون على ساحل المحيط الأطلسي من إفريقيا الوسطى، تقع الغابون على خط الاستواء بين خطي العرض 3° شمالاً و 4° جنوباً، وخطي الطول 8° و15° شرقاً، وهي ذات مناخ استوائي ونظام واسع من الغابات المطيرة التي تغطي 85% من البلاد. هناك ثلاث مناطق متميزة هي: السهول الساحلية (تتراوح ما بين 2-30 كم من شاطئ المحيط)، والجبال (جبال كريستال إلى الشمال الشرقي من ليبرفيل، وكتلة شيلو في الوسط حيث أعلى قممها هي ايبوندجي مونت عند 1575 م) والسافانا شرق البلاد. تشكل السهول الساحلية جزءاً كبيراً من صندوق الحياة البرية العالمي للمناطق الغابات الساحلية الأطلسية الاستوائية الإيكولوجية وتحتوي على بؤر من غابات المنغروف في أفريقيا الوسطى على مصب نهر موني على الحدود مع غينيا الاستوائية.
أكبر نهر الغابون هو أوجوي بطول 1200 كم، تحتوي الغابون على ثلاثة مجالات كارستية حيث توجد المئات من الكهوف في الصخور الكلسية والدولوميت. منها غروت دو لاستورفيل وغروت دو ليبامبا وغروت دو بونغولو وغروت دو كيسيبوغو. كما لا تزال بعض الكهوف مجهولة حتى الآن. زار وفد من ناشيونال جيوغرافيك الكهوف في صيف عام 2008.
تعرف الغابون أيضاً بجهودها الرامية إلى الحفاظ على الطبيعية، في عام 2002 طرح الرئيس عمر بونغو أونديمبا الغابون بقوة على الخريطة كوجهة سياحة بيئية مستقبلية من خلال تخصيص أكثر من 11% من أراضي البلاد لتكون جزءاً من نظام الحديقة الوطنية (مع 13 حديقة في المجموع)، وهي واحدة من أكبر النسب من الحدائق المماثلة في العالم. تشمل الموارد الطبيعية: البترول والمغنيسيوم والحديد والذهب واليورانيوم والغابات.
الحدود الدولية للغابون طولها 2551 كم، حدودها مع غينيا الاستوائية (350 كلم)، والكاميرون (298 كم) في اتجاه الشمال، وجمهورية الكونغو (1903 كم) في اتجاه الشرق والجنوب، أما المياه الإقليمية للغابون فتمتد 22 كم داخل المحيط الأطلنطي.

## السكان
عدد السكان
| السنة | العدد (مليون)                     |
| ----- | --------------------------------- |
| 1950  | 0.5                               |
| 2000  | 1.2                               |
| 2018  | خطأ في التعبير: عامل / غير متوقع. |

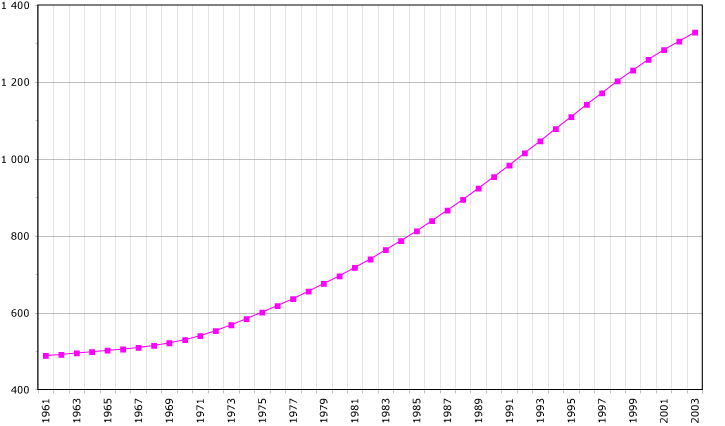
تعداد سكان الغابون بالآلاف بين 1961-2003

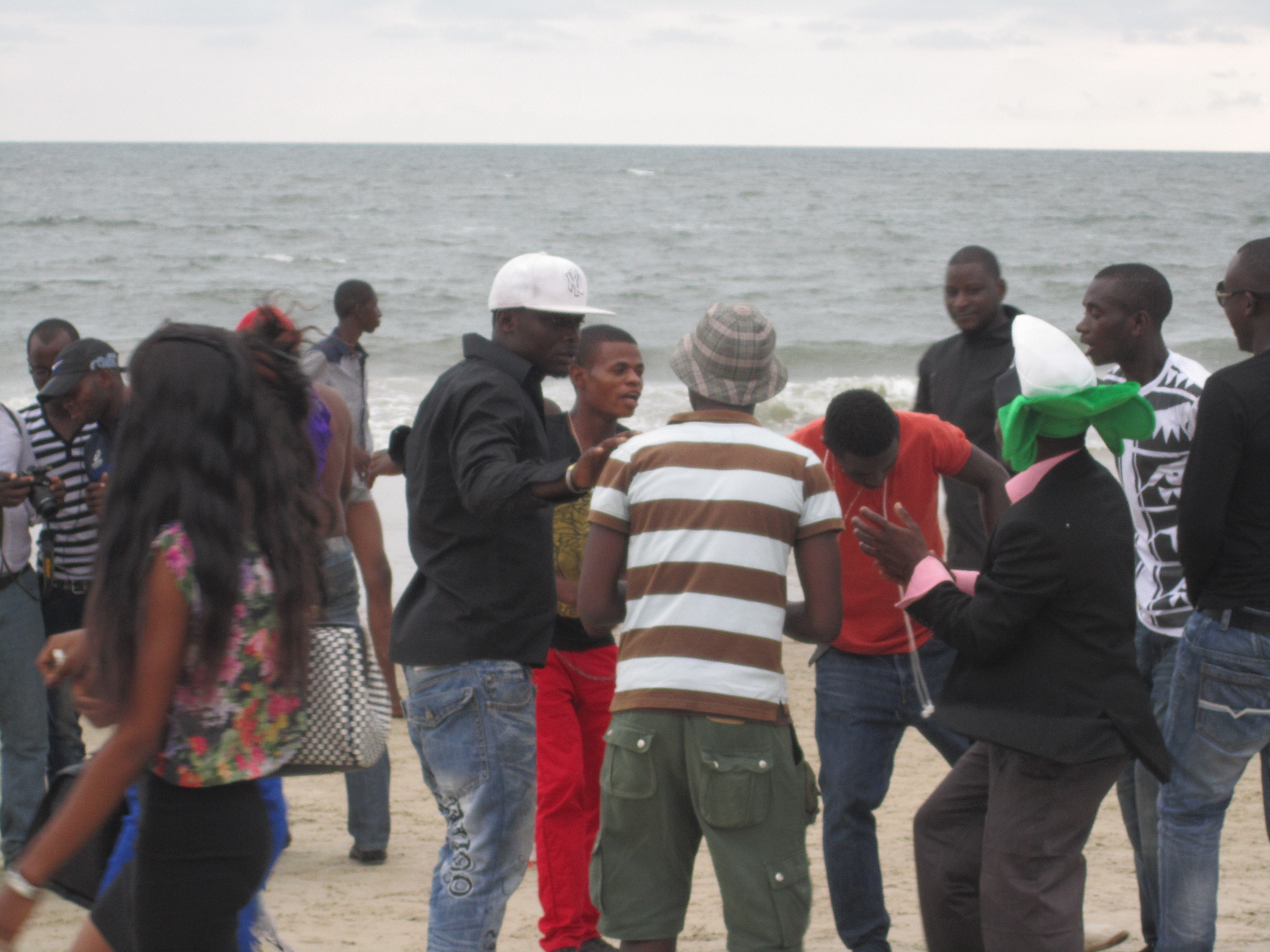
حشد من الناس على الشاطئ بالغابون

يبلغ عدد سكان الغابون قرابة 2,408,586 نسمة. ولديها واحدة من أدنى الكثافات السكانية في أي دولة في أفريقيا، تضم الغابون ما يقارب أربعين مجموعة عرقية ذات لغات وثقافات مختلفة، ويسكنها العديد من شعوب البيغمي مثل شعب الباكا. يشكل الزنوج الغالبية العظمى للسكان وأبرزهم قبائل الفانج، ويعيشون في الشمال، ويتحدثون لغة الفانج، وتنتشر قبائل البانتو في الجنوب، وهناك جماعات من الأقزام، ومن أشهر القبائل المسلمة البونغوي وينتسب إليها رئيس الجمهورية الأسبق عمر بونجو، وقد اعتنق أفراد في هذه القبيلة الإسلام مؤخراً.[بحاجة لمصدر] ومن القبائل المسلمة الباوثين وأدوناو والهوسا والبوتو ومعظم هذه القبائل تعيش في الوسط والشمال، وتتجمع بالمدن الرئيسية، مثل ليبرفيل وبورت جنتيل، وصلها الإسلام عن طريق حركة المد الإسلامي، والتي سادت غربي أفريقيا أيام المرابطين والموحدين تلك الحركة التي نشرت الإسلام بين الشعوب الأفريقية في منطقة السودان الغربي. اللغة الفرنسية هي لغة البلاد الرسمية إلى جانبها العديد من اللغات المحلية حيث تشير التقديرات إلى أن 80% من السكان يتكلمون الفرنسية إلى جانب لغاتهم المحلية وأن اللغة الفرنسية هي اللغة الأم ل 30% من سكان ليبرفيل. بينما يتحدث ما يقرب من 32% لغة الفانج كلغة أم على صعيد البلاد. أكثر من 10,000 فرنسي يعيشون في الغابون، على اعتبار أن فرنسا هي الدولة الأكثر تأثيرا ثقافيا وإعلاميا فيها.
أدت العديد من الظروف التاريخية والبيئية إلى حدوث تراجع في عدد السكان ما بين عامي 1900 و 1940، والغابون من أقل دول غربي أفريقيا كثافة في السكان الأمر الذي أدى إلى نقص في الأيدي العاملة المحلية مما شكل عائقا في وجه التنمية ودفع إلى استقطاب العمالة الأجنبية. يبلغ معدل محو الأمية في البلاد 63.2%.

### الدين
يشكل المسيحيون 73% من السكان ويتبعون كنائس مختلفة، 12% مسلمون (من 80 إلى 90% منهم من الأجانب)، 10% يتبعون أديان محلية، 5% لادينيون.

## الاقتصاد

تمثيل نسبي لصادرات الجابون في عام 2019

الغابون أكثر ازدهارًا من معظم البلدان المجاورة حيث نصيب الفرد من الدخل أعلى بأربع مرات من متوسط منطقة أفريقيا جنوب الصحراء. يعود هذا الأمر في في جزء كبير منه لإنتاج النفط. بينما يقول النقاد أن ناتج النفط لا يدخل في تحديث أو تنويع الاقتصاد الغابون التي لا تزال تعتمد اعتماداً كبيراً على مواردها الطبيعية. الغابون عضو كامل العضوية في أوبك بين عامي 1975-1995. كما أنها مصدر للمنغنيز الحديد والخشب. أغلقت مناجم اليورانيوم بالقرب من فرانسفيل عام 2001 بسبب المنافسة الجديدة في السوق العالمية، وتصب الجهود الحالية على إعادة فتحها. كما توجد جهود حثيثة لاستغلال مناجم الحديد الواقعة إلى الشمال الشرقي من ماكوكو ابتداء من عام 2012.
خلال التسعينات، أدى تراجع قيمة الفرنك الأفريقي بالغابون لأن تكافح في سداد ديونها الخارجية. قدمت فرنسا وصندوق النقد الدولي المزيد من القروض والمساعدات مقابل تنفيذ تغييرات اقتصادية. شركاء الغابون التجاريين الرئيسيين هم الولايات المتحدة والصين وروسيا للصادرات بينما تأتي أغلب الواردات من فرنسا.

### السياحة
الغابون صغيرة الحجم وهي تقع على جانبي خط الاستواء على الساحل الغربي لوسط أفريقيا ولها حدود مشتركة مع كل من الكاميرون وغينيا الاستوائية وجمهورية الكونغو. البلاد غنية بالحيوانات وتشكل الغابات الاستوائية 85% من مساحة البلاد بالإضافة إلى الكثافة السكانية المنخفضة. يضاف إلى ما سبق السافانا وأشجار المانغروف والبحيرات والشواطئ مما يجعلها موئلاً مثالياً لأنواع مختلفة من الحيوانات والزواحف بما في ذلك 20,000 من غوريلا الأراضي المنخفضة الغربية و 60,000 من فيلة الغابات (الأكثر عدداً في القارة) و 700 نوع من الطيور الغريبة.
تسعى الإستراتيجية الوطنية للسياحة بالتشاور مع جمعية الحفاظ على الحياة البرية إلى بلوغ هدف 100,000 زائر سنوياً.

## الثقافة

مبنى الأرشيف في ليبرفيل.

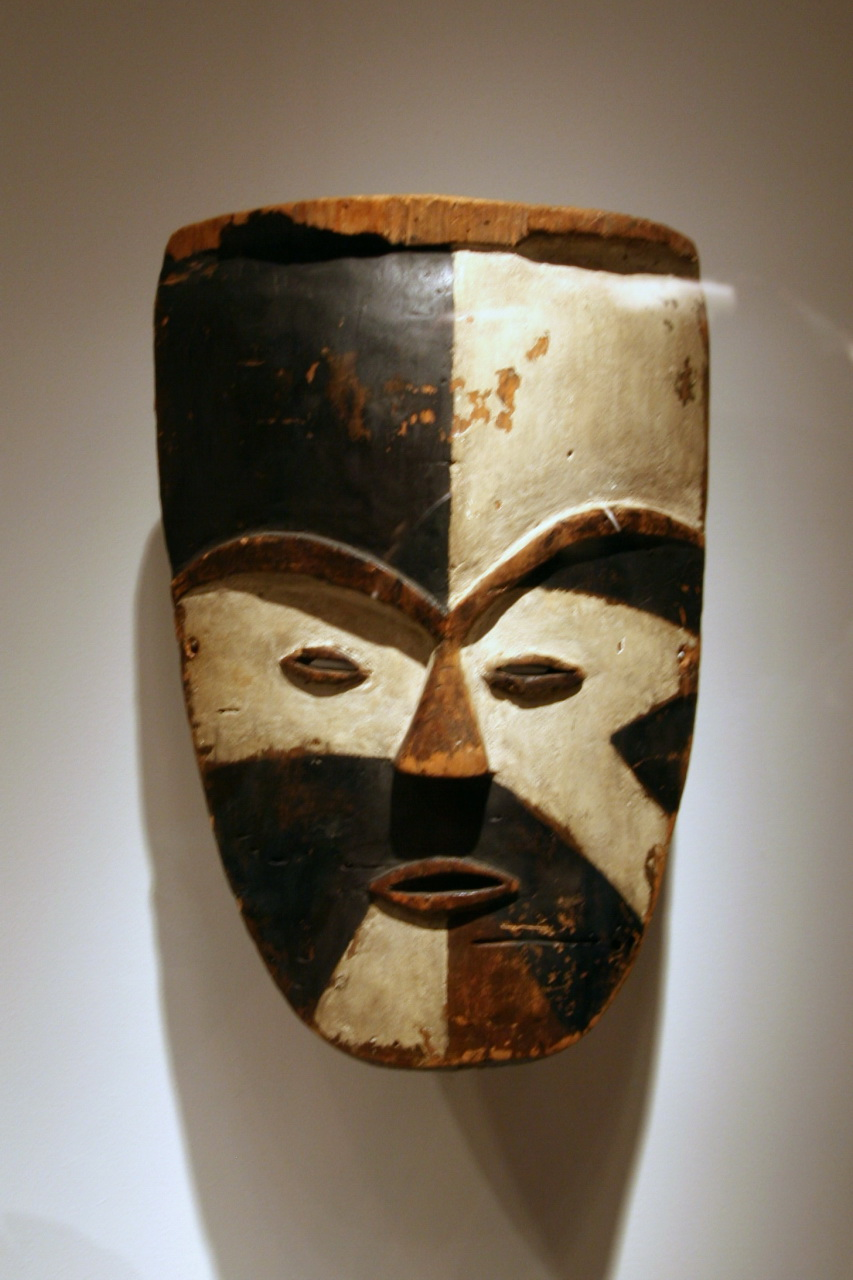
قناع غابوني

الموسيقى الغابونية أقل شهرة مقارنة بجيرانها الإقليميين مثل جمهورية الكونغو الديمقراطية والكاميرون. تضم البلاد مجموعة من الأنماط الشعبية فضلاً عن نجوم موسيقى البوب مثل بيشنس داباني وآني فلور باتشيليليس التي تعد من المغنيات الغابونيات الشهيرات. يعرف أيضاً من عازفي الجيتار جرجس أويندز ولا روز إمبادو وسلفيان أفارا والمغني أوليفر نغوما. موسيقى الروك والهيب هوب المستوردة من من الولايات المتحدة والمملكة المتحدة ذات شعبية في الغابون كما في رومبا وماكوسا وسوكوس. الأدوات الموسيقية الشعبية الغابونية تشمل أوبالا ونغومبي وبالافون والطبول التقليدية.
كانت البلاد ذات تقاليد شفوية في المقام الأول حتى انتشار القراءة والكتابة في القرن الواحد والعشرين. ثقافة الشعب الغابوني غنية بالفولكلور والأساطير. «ريكونتور» تعمل حالياً للحفاظ على التقاليد حية مثل مفيت لدى الفانج والإنغوالا لدى نزيبي.
لدى الغابون أيضا أقنعة مشهورة دولياً مثل نغولتانغ (فانغ) وأشكال ريليكاري للكوتا. كل مجموعة لديها مجموعة من الأقنعة المستخدمة لأسباب مختلفة. فهي تستخدم في الغالب في الاحتفالات التقليدية مثل الزواج والولادات والجنائز. يستخدم التقليديون أخشاباً محلية نادرة ومواد ثمينة أخرى.

## التصنيفات الدولية
| منظمات                        | الدراسة              | ترتيب      |
| ----------------------------- | -------------------- | ---------- |
| معهد الاقتصاد والسلام         | مؤشر السلام العالمي  | 51 من 144  |
| برنامج الأمم المتحدة الإنمائي | مؤشر التنمية البشرية | 103 من 182 |
| الشفافية الدولية              | مؤشر الفساد          | 106 من 180 |

## وصلات خارجية
مواقع حكومية
- : الموقع الرسمي للحكومة الغابونية
- الموقع الرسمي للجمعية الوطنية الغابونية
- سفارة الغابون في لندن
- موقع مجلس شيوخ الغابون
- موقع المعارضة الغابونية
- قائد الدولة وأعضاء الحكومة

سياحة
- صفحات سياحية عن الغابون

عام
- ملف عن البلد في البي بي سي
- الغابون
- مقالات عن الغابون

الأخبار والإعلام
- غابونكو
- أول افريكا
- غابون ماغازين

مواقع ثقافية
- الموقع الرسمي للثقافة والفنون الغابونية
- لمحة عن الأدب الغابوني
- البيغمي في الغابون

دليل
- دليل جامعة ستانفورد لأفريقيا جنوب الصحراء
- دليل جامعة ستانفورد لأفريقيا جنوب الصحراء